# Hauptgestüt Trakehnen

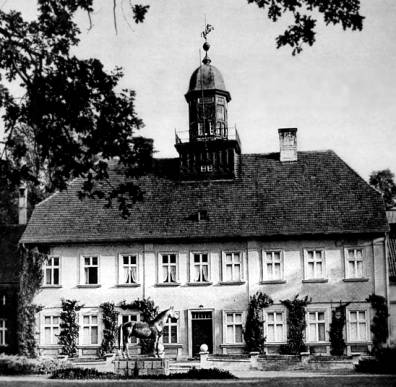
Landstallmeisterhaus Trakehnen

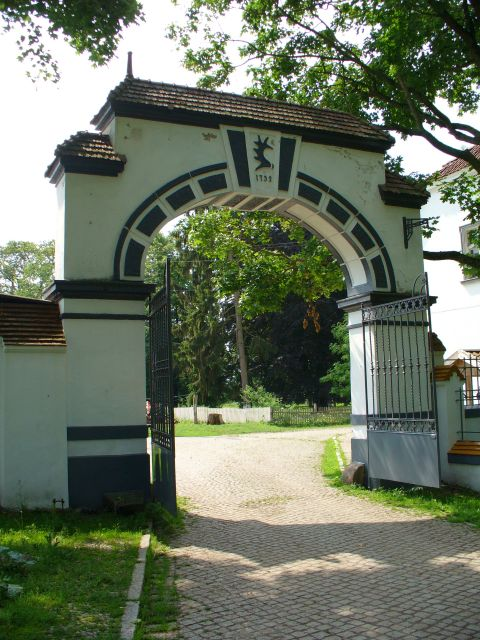
Eingangstor zum Gestüt

Trakehnen war eines der fünf Hauptgestüte Preußens. Es bestand von 1731 bis 1944 und lag im Kreis Stallupönen von Ostpreußen. Das Hauptgestüt Trakehnen grenzte nordwestlich an das Dorf Trakehnen. Der offizielle Name lautete zunächst Königliches Stutamt Trakehnen, ab 1786 Königlich Preußisches Hauptgestüt Trakehnen, und ab 1919 bis zum Ende 1944 hieß es dann Preußisches Hauptgestüt Trakehnen.
Es war das berühmteste und bedeutendste Gestüt des Deutschen Reiches und wirkt durch die Pferderasse der Trakehner bis heute fort.

## Geschichte, Lage und Beschreibung

### 18. Jahrhundert
Am 11. Juli 1731 gab der preußische „Soldatenkönig“ Friedrich Wilhelm I. den Befehl zur Vereinigung aller Pferdebestände Ostpreußens in einem einzigen großen Gestüt, das daraufhin als Königliches Stutamt Trakehnen gegründet wurde.
Das Gestüt lag im Gelände des Flusses Pissa zwischen Stallupönen und Gumbinnen nahe der Rominter Heide, ein ursprünglich sumpfreiches Gebiet, das jahrhundertelang litauischen Großfürsten als Jagdgebiet gedient hatte. Durch Rodung und Trockenlegung wurde dem Flussgebiet der Pissa und der Rodupp das Gelände abgetrotzt. Nach insgesamt sechsjähriger Arbeit von 600 Soldaten aus Memel war das Gestüt fertiggestellt. Preußen hatte außerdem protestantischen Glaubensflüchtlingen aus Salzburg die Ansiedlung angeboten. Mit der Gründung des Gestüts verwirklichte der König seine Absicht, den Anteil der Kavalleriepferde aus eigener Zucht zu erhöhen.
Bei seiner Eröffnung im Mai 1732 wurde es mit 1.101 Pferden, davon 513 Mutterstuten belegt. Am Anfang umfasste das Königliche Stutamt Trakehnen die Vorwerke (Gutshöfe) Trakehnen, Jonasthal, Bajohrgallen, Gurdszen, Kalpakin, Guddin, Birkenwalde und Jodszlauken mit einer Gesamtgröße von 10.000 Morgen.
Die Wirtschaftlichkeit des Gestüts blieb hinter den Erwartungen des Königs zurück, was vor allem aus der noch mangelhaften Fruchtbarkeit der Böden und dem durch die große Zahl an Pferden entstandenen Platzmangel resultierte. So schenkte er 1739 das Gestüt seinem Sohn, dem Kronprinzen Friedrich und späteren Friedrich dem Großen. Dieser entnahm jährlich bis zu 12.000 Taler privat, was er durch den Verkauf von wertvollen Hengsten ermöglichte und dadurch der Zucht nicht gerade zuträglich war. Nach seinem Tod 1786 ging das Gestüt in den Staatsbesitz Preußens über und wurde Hauptgestüt mit dem offiziellen Namen Königlich Preußisches Hauptgestüt Trakehnen. Es wurde nun von Landstallmeistern geleitet und begann mit der Veredelung der uralten Pferderasse der Trakehner. Der Ort Trakehnen entwickelte sich und bekam im Laufe der Zeit Krankenhaus, Bahnhofsanschluss und Schloss.
Das Hauptvorwerk Trakehnen umfasste das Landstallmeisterhaus, Mittelteil mit Turm und Pferd als Wetterfahne (von 1790; im Volksmund „Schloss Trakehnen“), Wohnung des Landstallmeisters und seiner Familie; dem Hotel „Elch“, das Museum im 1. Stock des Hauptbeschälerstalls, Archiv, Krankenhaus, Post, Apotheke usw.
Der Bahnhof Trakehnen lag 6 km nordwestlich des Hauptvorwerkes an der Strecke der Ostbahn Königsberg nach Eydtkuhnen (Grenze zu Russland).
Auf einem Sockel vor dem Landstallmeisterhaus stand bis 1914 (beim Einfall der zaristischen Armee nach Moskau verschleppt; „Russeneinfall“) die bronzene Statue Morgenstrahl (Bildhauer Reinhold Kuebart), von da an ein Wolf (Statue aus dem Feldgestüt Ribarty), und ab 1932 dann wieder ein Pferd, der bronzene Tempelhüter (Bildhauer Reinhold Kuebart).
Die Hauptbeschäler und die Hengstprüfstelle waren im Hauptvorwerk untergebracht, die Stutenherden und jungen Jahrgänge von Stuten und Hengsten waren auf die Vorwerke aufgeteilt. Die Hauptbeschäler waren im großen Hauptbeschälerstall, teilweise in kleineren Ställen zu zwei bis drei Hengsten untergebracht. Viele Hengste hatten eigene Ausläufe / Wiesen-Paddocks.
Die Verwaltung aller Vorwerke wurde von acht Inspektoren geleitet, die dem Oberamtmann als Leiter der Landwirtschaft unterstellt waren. Die Leitung des Gesamtbetriebs unterlag dem Landstallmeister. Der Vertreter des Landstallmeisters war der sogenannte Erste Assistent. Für das Hauptgestüt waren zwei eigene Tierärzte zuständig.
Dem Hauptgestüt Trakehnen waren die Landgestüte in Rastenburg, Marienwerder, Braunsberg und Georgenburg zugestellt.

Die Elchschaufel, das Brandzeichen der Trakehner

Brandzeichen des Hauptgestüts Trakehnen war (ab 1782) eine breite, rechte siebenzackige Elchschaufel, auf dem rechten Hinterschenkel des Pferdes.

### 19. Jahrhundert

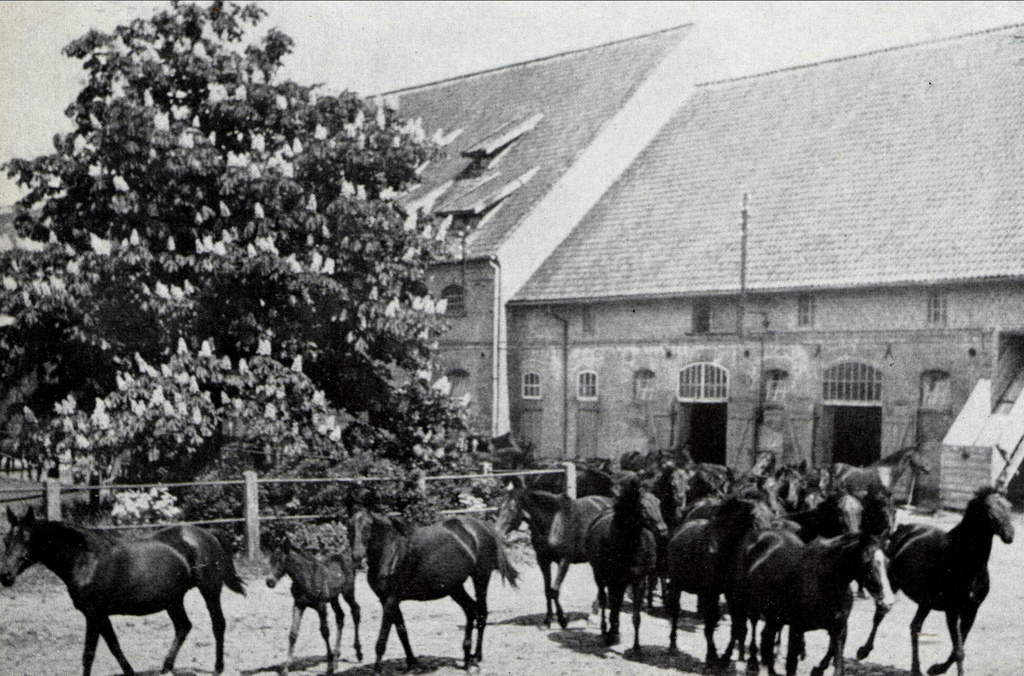
Im Hauptgestüt

Wegen des Preußischen Zusammenbruchs musste das Hauptgestüt Trakehnen 1806 evakuiert werden. 1807 brachte man die überlebenden Pferde zurück. Ähnliches wiederholte sich 1812/13. 1875 erschien erstmals das Stutbuch für die Trakehner Abstammung.

### 20. Jahrhundert
Das Hauptgestüt Trakehnen konnte unter fachkundiger Führung besichtigt werden und man konnte hier auch seine Ferien verbringen. In Trakehnen wurden Pferdeauktionen, Jagden (u. a. „Trakehner Jagdknopf“, ab 1906) und Rennen (u. a. „v.d. Goltz-Querfeldein, Großes Trakehner Jagdrennen“) veranstaltet. Das ab 1911 abgehaltene über 6.200 m (festgelegt ab 1931) führende „v.d. Goltz-Querfeldein-Rennen“ (benannt nach dem preußischen Generalfeldmarschall Colmar Freiherr von der Goltz), war das wichtigste und schwerste Rennen im Hauptgestüt Trakehnen. Es war zu seiner Zeit eines der wichtigsten, europaweit das zweitschwerste Rennen und eines der drei schwersten Querfeldein-Rennen weltweit.
Ab 1912 nahmen Pferde aus Trakehnen an den Olympischen Spielen teil und gewannen viele Medaillen, zum Beispiel bei den Sommerspielen 1936 in Berlin vier von sechs Goldmedaillen im Reiten.
Dem Hauptgestüt Trakehnen waren im Ostpreußischen Stutbuch zugestellt das Hauptgestüt Graditz, das Hauptgestüt Neustadt (Dosse), das Hauptregister, das „Vorregister I.“, das „Vorregister II.“ und das Ostpreußische Stutbuch für schwere Arbeitspferde („Ostpreußisch Stutbuchbrände“).
Das Hauptgestüt Trakehnen umfasste am Ende, das heißt in den 1930er und 1940er Jahren, etwa 6.033 ha, davon 3.845 ha Ackerland, 2.427 ha Wiesen und Weiden, 175 ha Wald, 73 ha Gartenland und 351 ha Anlagen und Wege. Es war gegliedert in 15 Vorwerke und das Hauptvorwerk Trakehnen.
Ende 1944 wurde das Hauptgestüt Trakehnen vor der herannahenden Roten Armee evakuiert (ab 17. Oktober 1944). Der letzte Original-Trakehner war der Beschäler Keith, der 1941 in Trakehnen geboren war und im November 1976 in Gilde bei Gifhorn, bei dem Züchter Hans Steinbrück (Niedersachsen) kurz vor seinem 35. Geburtstag starb. Nur ca. 700 Pferde der Rasse, darunter nur wenige Dutzend Hengste, überlebten den Zweiten Weltkrieg und die Flucht der Deutschen nach Westen. Sie wurden dann in den Gestüten in Hunnesrück, Neuhaus im Solling, Rantzau und Schmoel gehalten.
Zu Ehren des Hauptgestüts Trakehnen und dessen edlen Pferden, den Trakehnern, komponierte Fritz Alshuth (1911–2012) als Lehrer an der Theodor-Mommsen-Schule eigens den „Trakehner-Marsch“.

## Bedienstete des Hauptgestütes Trakehnen
-Betriebliche Gliederung (1930/40er Jahre)-
Planmäßige Beamte: 111
1 Landstallmeister
2 Gestütveterinärräte, 1 Gestütoberrentmeister,
1 Kulturbauinspektor, 1 Gestütobersekretär,
4 Oberstut- bzw. Obersattelmeister,
3 Stut- bzw. Sattelmeister, 11 Gestütoberwärter, 87 Gestütwärter
Angestellte: 37
1 Wirtschaftsdirigent, 8 Wirtschaftsinspektoren,
1 Magazinverwalter,
11 Kassen- und Büroangestellte, 3 Bürolehrlinge,
10 Handwerksmeister,
1 Forstaufseher, 2 Hofmeister
Lohnempfänger: 949
59 Reitburschen, 890 Kämmerer,
Dienstleute und anderes Wirtschaftspersonal
Gestütbedienstete insgesamt: 1097
Von 1731/32 an war das Hauptgestüt Trakehnen direkt dem König von Preußen unterstellt, die Oberaufsicht hatten persönliche Diener des Königs inne. Ab 1848 war es dann dem preußischen Ministerium für Landwirtschaft unterstellt.

## Die Vorwerke des Hauptgestütes Trakehnen
- Wirtschaftliche und örtliche Gliederung (1930/40er Jahre)-
Nach den einzelnen Fellfarben getrennt, standen die Pferdeherden (Mutterherden) auf die einzelnen Vorwerke verteilt; zwei Vorwerke betrieben nur Landwirtschaft mit Rinderherden.
- Hauptvorwerk Trakehnen, nordwestlich gleich im Anschluss an das Dorf Trakehnen gelegen. Im Hauptvorwerk war der Sitz der Landstallmeisterei. Das Dorf Trakehnen gehörte nicht zum Hauptgestüt Trakehnen.
- Vorwerk Gurdszen (1938–1946: Schwichowshof)
- Vorwerk Kalpakin (Königseichen)
- Vorwerk Bajohrgallen (Goltzfelde)
- Vorwerk Jonasthal
- Vorwerk Mattischkehmen
- Vorwerk Danzkehmen (Oettingen). Hier hatte der Wiesenbaumeister, der auch die Aufsicht für die Schleuse hatte, seinen Sitz. An der Schleuse (1840) gab es ein Fluss-Freibad.
- Vorwerk Neu-Budupönen (Neupreußenfelde)
- Vorwerk Jodszlauken (Domhardtshof)
- Vorwerk Taukenischken (Belowsruh)
- Vorwerk Birkenwalde
- Vorwerk Guddin
- Vorwerk Burgsdorfshof

ab 1922 kamen zum Hauptgestüt noch
- Vorwerk Alt-Budupönen (Altpreußenfelde)
- Vorwerk Alt-Kattenau (Neu Trakehnen)
- Vorwerk Neu-Kattenau

Die Entfernung vom Hauptvorwerk Trakehnen nach Neu-Kattenau betrug ca. 15 km.

## Berühmte Pferde des Hauptgestütes Trakehnen

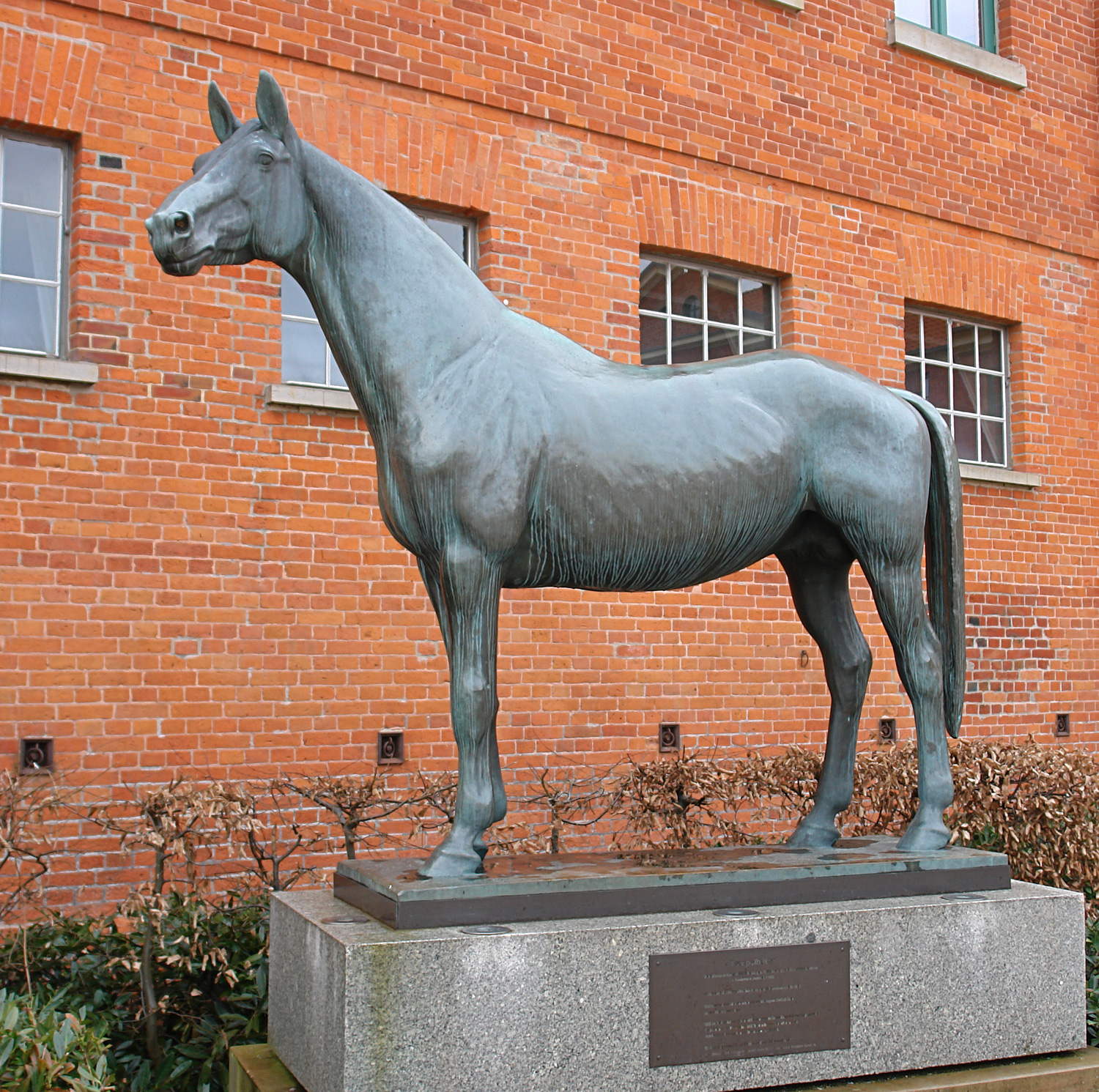
Statue von Tempelhüter vor dem Deutschen Pferdemuseum in Verden

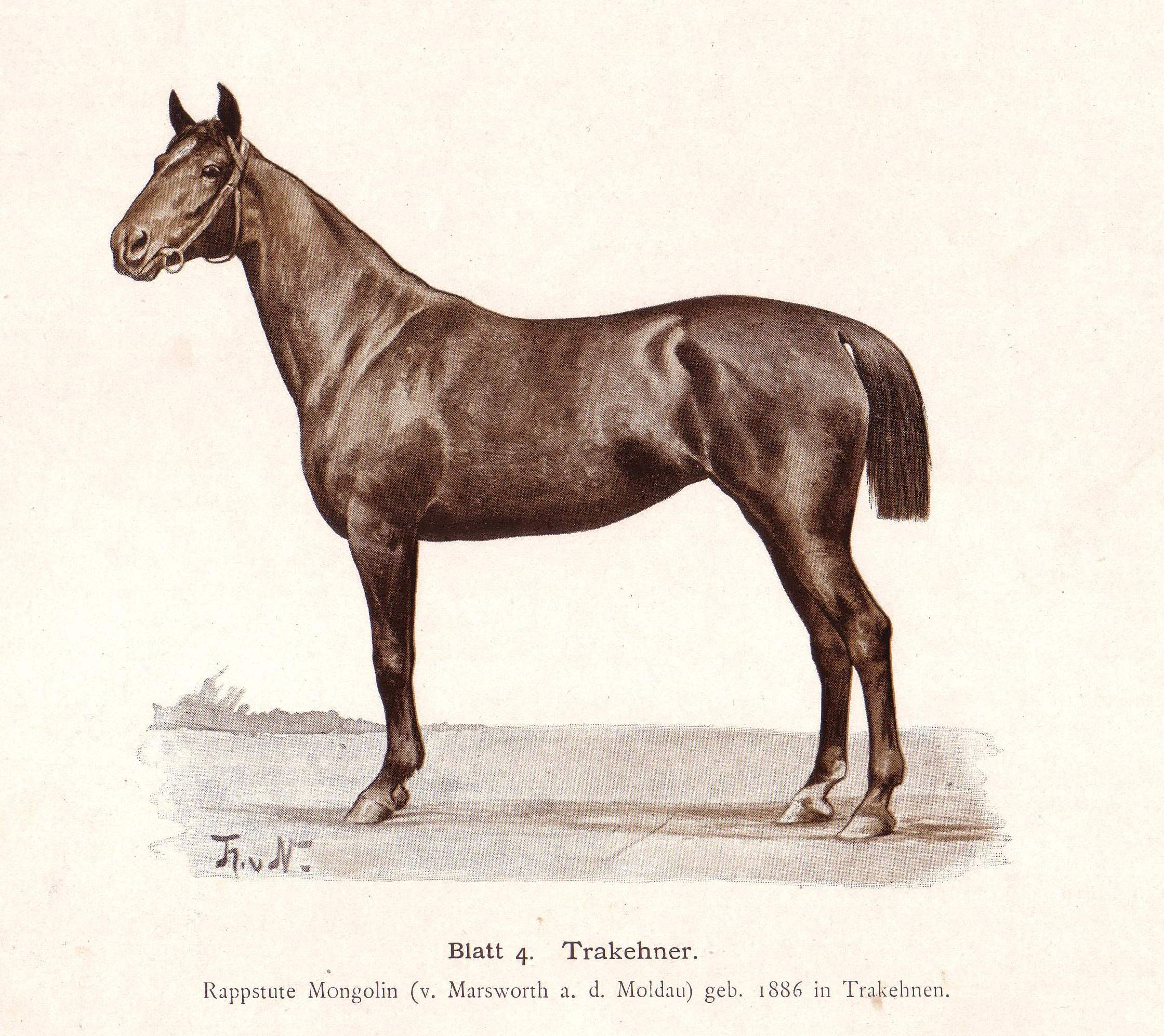
Rappstute Mongolin geb. 1886 in Trakehnen

Die Nachkommen bei den Trakehnern wurden und werden nach dem ersten Buchstaben des Namens der Mutter und nicht, wie sonst üblich, nach dem des Vaters benannt (z. B. Tempelhüter – Teichrose).
Hauptbeschäler
gebürtige Trakehner:
- Tempelhüter
- Pythagoras
- Morgenstrahl
- Flügel
- Jagdheld
- Thronhüter
- Paßvon
- Parsival
- Pirat
- Polarsturm
- Thunderclap
- Vorwärts

nach Trakehnen gekommen
- Dampfroß
- Perfectionist
- Harun al Raschid
- Nana Sahib
- Optimus
- Sahama
- Fetysz

Beschäler
- Julmond
- Keith

Mutterstuten
- Teresina
- Cartisane
- Teichrose
- Pechmarie
- Kätzerin
- Kronhüterin
- Kassette

## Die vorgesetzten Leiter
Die Leiter (Oberaufsicht) von Trakehnen waren:
- 1746 bis 1781 Kammerdirektor Oberpräsident Johann Friedrich von Domhardt (Sitz in Gumbinnen, später in Königsberg)
- 1781 bis 1782 Kammerdirektor Wagner
- 1782 bis 1786 Kammerdirektor Freiherr v. d. Goltz
- ab 1786 (nach dem Tod Friedrichs des Großen): Staatsgestüt, die Oberaufsicht wird von dem jeweiligen Leiter des Königlichen Obermarstallamtes in Berlin ausgeübt (1796 ist dies Graf Carl Lindenau, ihm folgen Ludwig von Jagow, Carl Freiherr von Knobelsdorff, J. G. Freiherr von Brandenstein und als Interimslösung von Below und Graf von Brühl)
- ab 1848: Das Trakehner Gestüt wird dem Ministerium für Landwirtschaft unterstellt

## Land- und andere Stallmeister

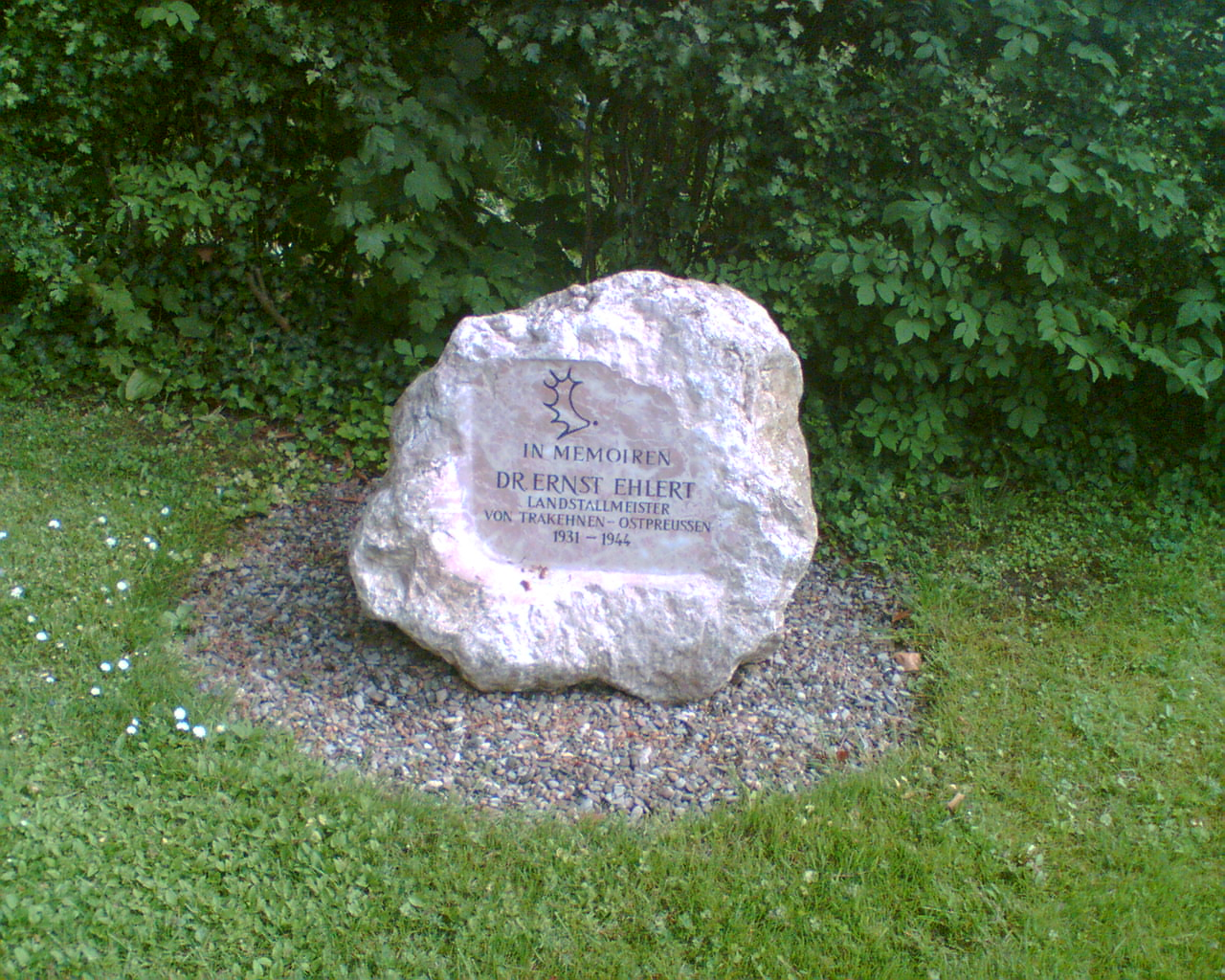
Gedenkstein in Hunnesrück

Die unmittelbaren Leiter des Hauptgestüts mit Sitz in Trakehnen waren:
- 1732 bis 1739 Stallmeister Greinert
- 1739 bis 1746 Stallmeister Singels
- 1746 bis 1748 Stallmeister Irminger
- 1748 bis 1786 Nicht zu ermitteln (vermutlich lag die Leitung bei den Oberstutmeistern Ernst und Laue)
- 1786 bis 1789 Landstallmeister Carl von Brauchitsch (* 1755; † 1839)
- 1789 bis 1814 Landstallmeister Friedrich Karl von Below (* 1750; † 1814)
- 1814 bis 1843 Landstallmeister Wilhelm von Burgsdorf (* 1775; † 1849)
- 1843 bis 1844 Landstallmeister von Mühlheim (* ?; † ?)
- 1844 bis 1847 Landstallmeister Major Karl Max (* ?; † ?)
- 1847 bis 1864 Landstallmeister Friedrich Ernst August von Schwichow (* 1798; † 1868)
- 1864 bis 1888 Landstallmeister  Gustav Adolph von Dassel (* 1816; † 1894)
- 1888 bis 1895 Landstallmeister von Frankenberg und Proschlitz (* ?; † ?)
- 1895 bis 1912 Landstallmeister Burchard von Oettingen (* 1850; † 1923)
- 1912 bis 1922 Landstallmeister Kurt Emil Friedrich Graf Sponeck (* 1873; † 1955)
- 1922 bis 1931 Landstallmeister Siegfried Graf Lehndorff (* 1869; † 1956)
- 1931 bis 1944 Landstallmeister Ernst Ehlert (* 1875; † 1957)